# Ozero Blizjneje (sjö i Belarus)
Ozero Blizjneje (ryska: Озеро Ближнее) är en sjö i Belarus.   Den ligger i voblasten Vitsebsks voblast, i den norra delen av landet, 180 km norr om huvudstaden Minsk. Ozero Blizjneje ligger 139 meter över havet. Arean är 0,16 kvadratkilometer.
Omgivningarna runt Ozero Blizjneje är en mosaik av jordbruksmark och naturlig växtlighet. Runt Ozero Blizjneje är det glesbefolkat, med 19 invånare per kvadratkilometer.